# Estátuas falantes de Roma

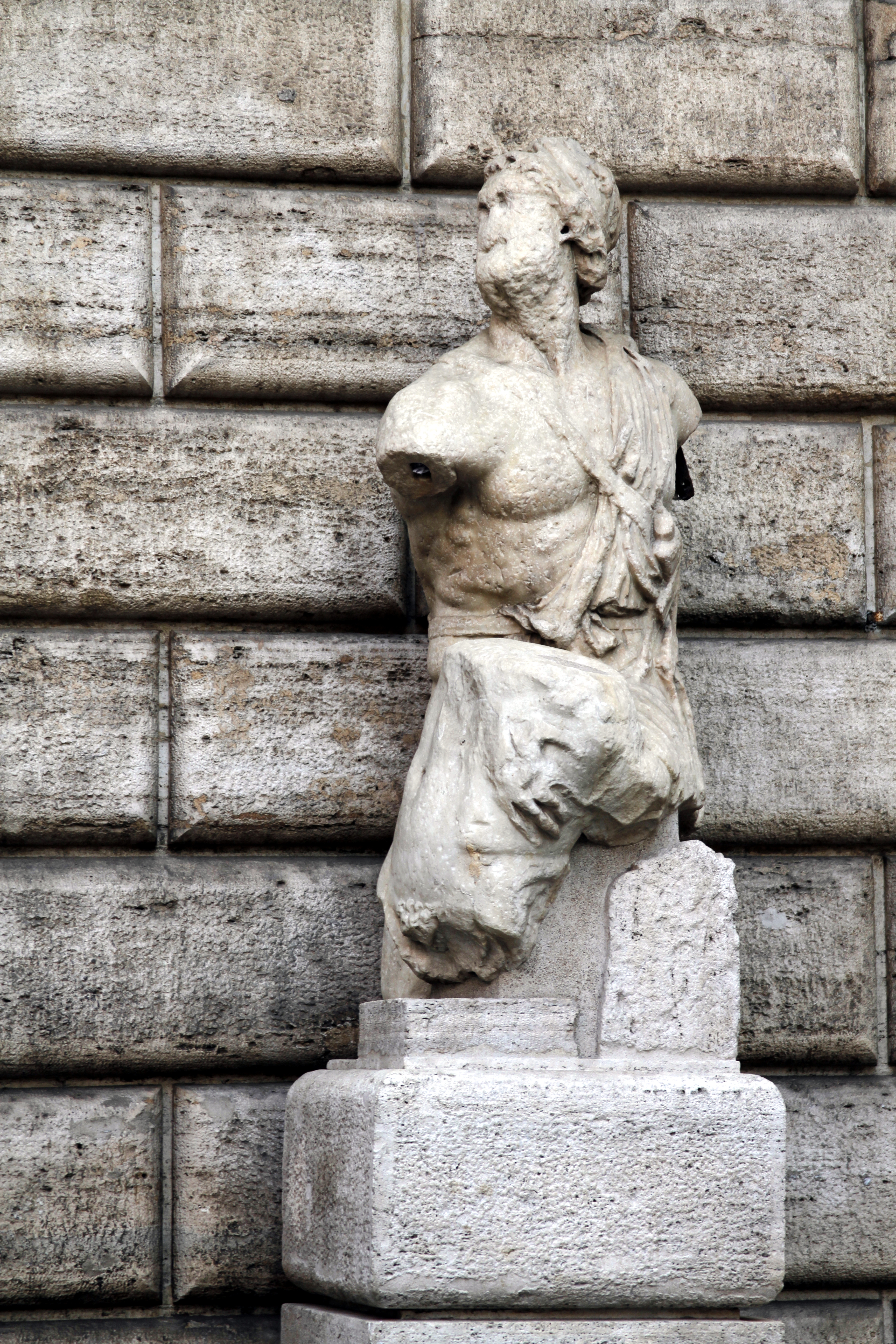
Estátua do Pasquino, a primeira estátua falante de Roma.

Estátuas falantes de Roma (em italiano:  statue parlanti di Roma ou Congrega degli Arguti) foram uma série de estátuas — tradicionalmente seis — em que, desde o século XVI, imortalizaram sátiras contra tentativas de repressão de papas, cardeais e nobres. As estátuas proveram uma alternativa para a expressão política anónima em Roma. As críticas, na forma de poemas ou gracejos eram publicadas nas estátuas mais conhecidas de Roma, como uma instância dos primeiros quadros de avisos.
As estátuas encontram-se em pontos estratégicos no centro da cidade de Roma, e apesar de nenhuma ter sido primorosamente esculpida, ou se encontre em bom estado de conservação, com excepção de Marfório, todas prestaram grandes serviços para a difusão de ditos espirituosos e das atividades políticas de uma época em que a cidade era massacrada pela vontade exclusiva de potentes cardeais que elegiam papas e ao mesmo tempo roubavam e dilapidavam o acervo histórico da Roma Antiga. As sátiras e criticas de censura jocosa, eram mensagens frequentemente chamadas de "pasquinadas" que advém da mais popular estátua falante, o Pasquino. Além desta, as estátuas falantes incluem:a Madame Lucrezia, Facchino, Marfório, Abade Luigi e Babuino.

## Galeria

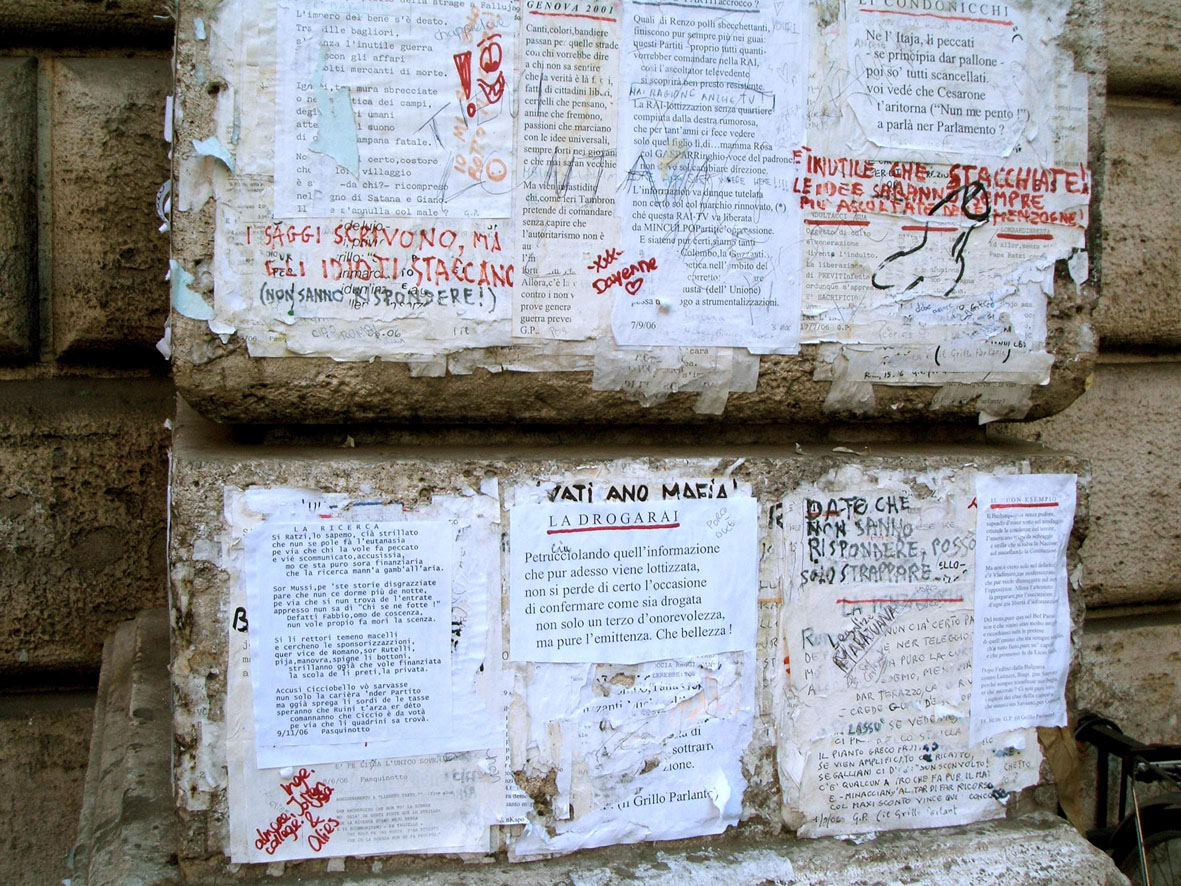
Detalhe das modernas pasquinadas colocadas na base do Pasquino
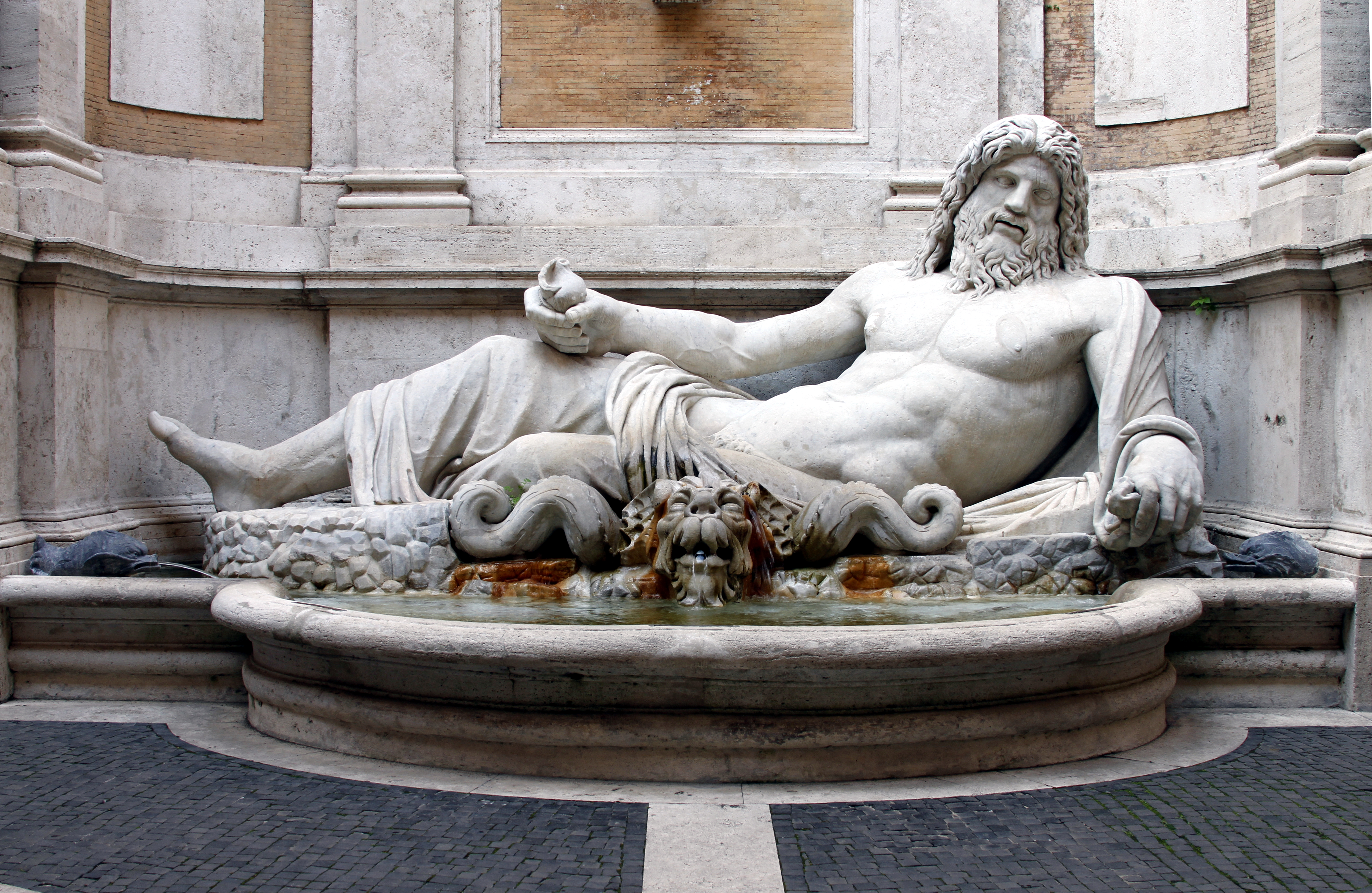
Marforio no Musei Capitolini
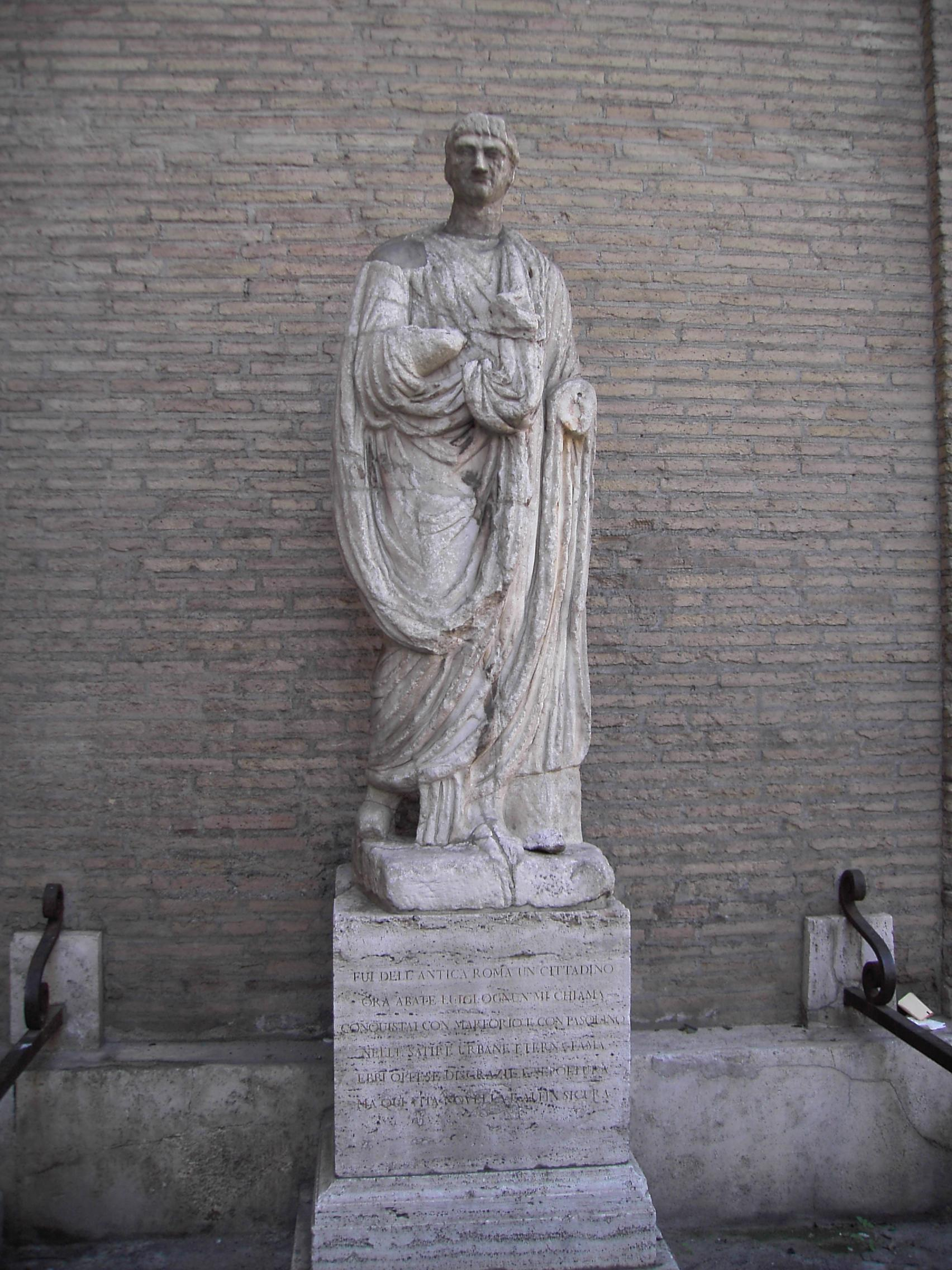
Abade Luigi, Sant'Andrea della Valle
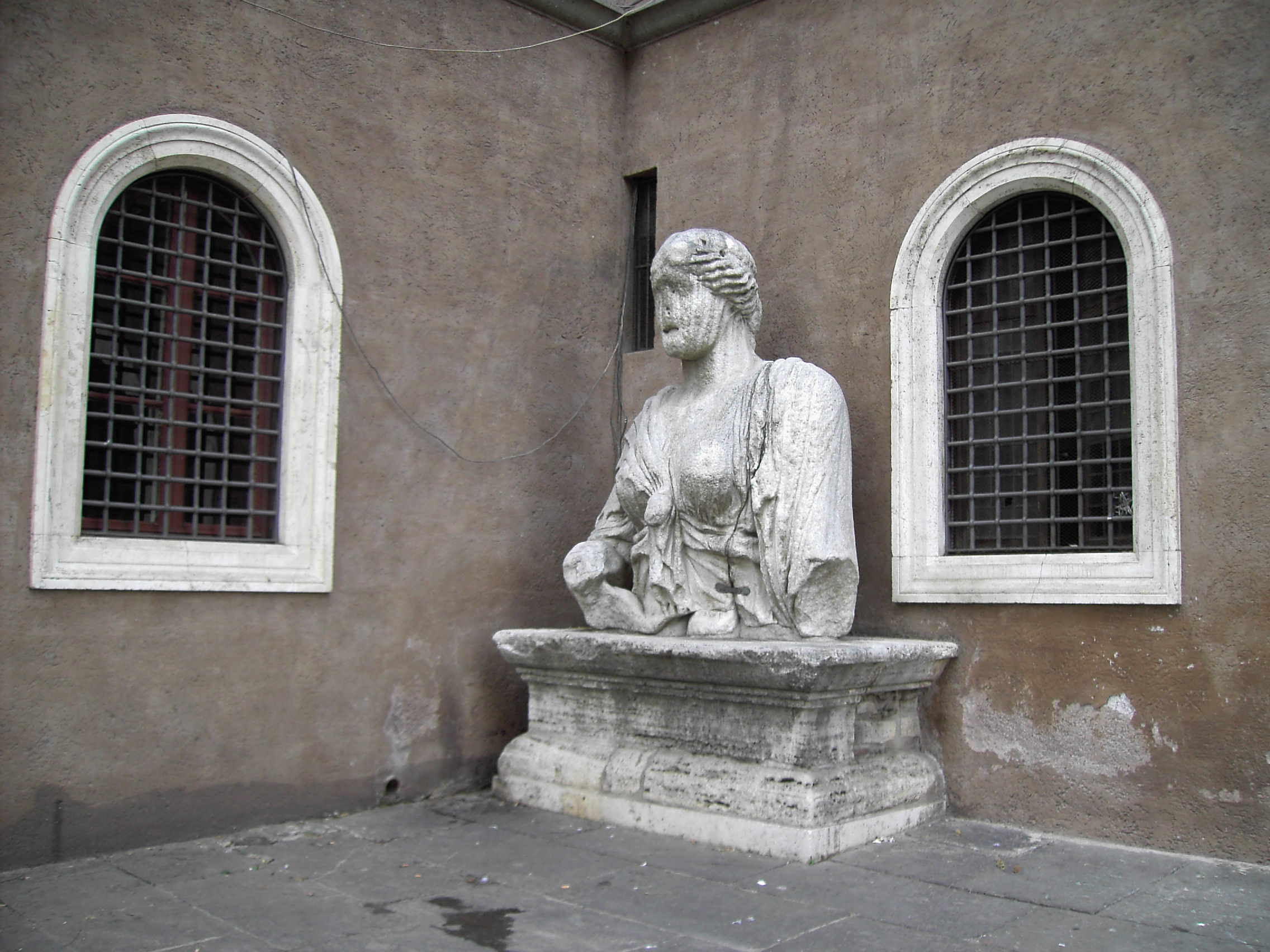
Madama Lucrezia, Piazza San Marco
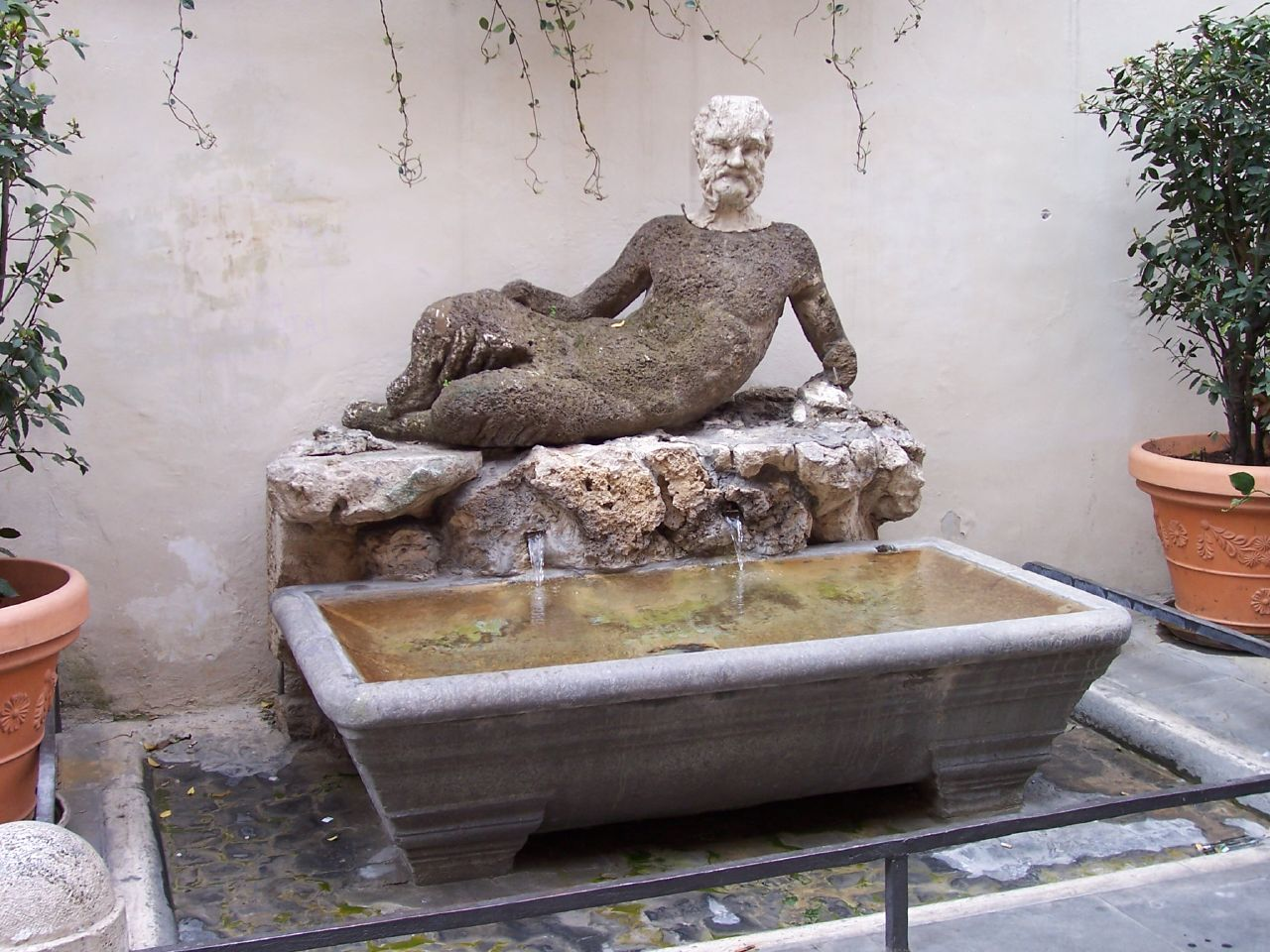
Fontana del Babuino, Sant'Atanasio dei Greci
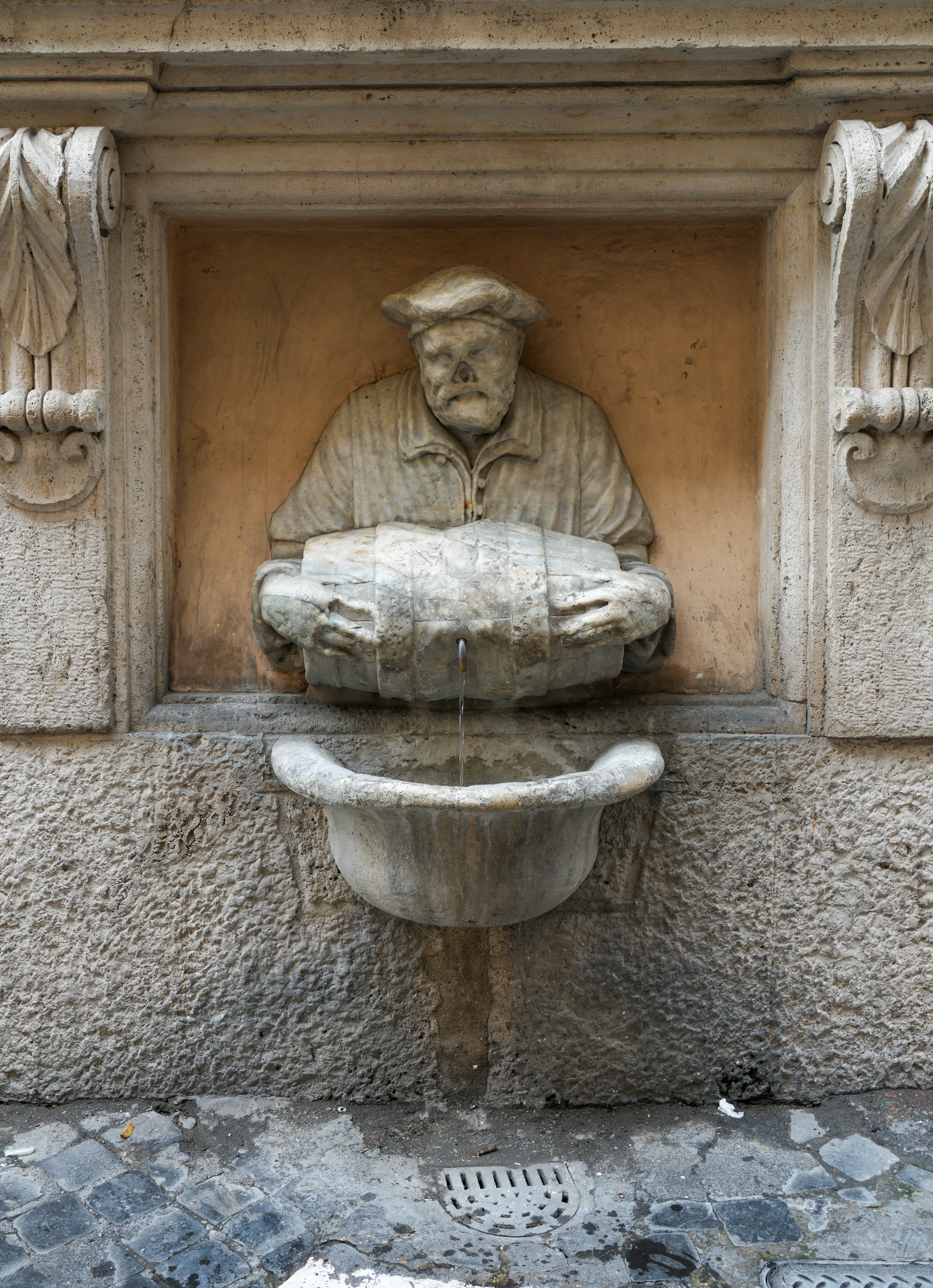
Fontana del Facchino, Via Lata
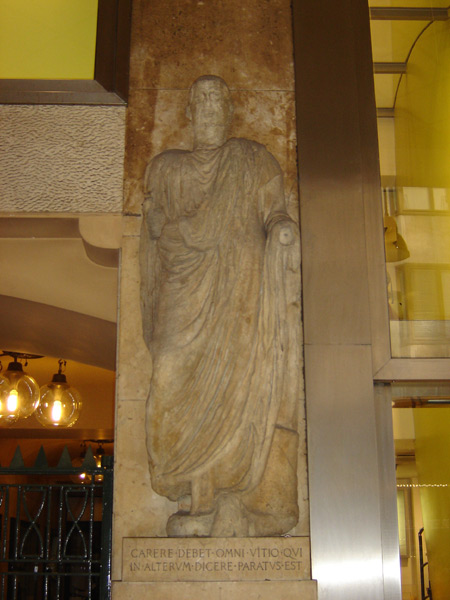
Scior Carera (ou "Omm de preja"), uma estátua falante de Milão, para além de Roma